# عبد المجيد أبو المكارم
عبد المجيد بن علي بن جعفر أبو المكارم ( 1925م - 30 نوفمبر 2002م) عالم دين شيعي وخطيب ، وشاعر وأديب ، مارس الخطابة والدعوة والإرشاد لأكثر من نصف قرن ، إمام الجمعة في مدينة سيهات في جامع الإمام المهدي 

## ولادته ونشأته
ولد في بلدة العوامية بالقطيف عام 1925م / 1344هـ في أسرة عريقة مشهورة ومعروفة بالتقوى والعلم والأخلاق

## نسبه
هو الشيخ عبد المجيد بن الشيخ علي بن الشيخ جعفر بن الشيخ محمد أبو المكارم بن الشيخ عبد الله عزالدين.

## مؤلفاته
- المنح الإليهة في المجالس العاشورية.
- دليل المسلمين في أعمال الحرمين.
- هداية المسترشدين في معرفة أصول الدين.
- المراثي الإسلامية في رثاء العترة النبوية. (شعر)
- النفثاث الصدرية في رثاء العترة النبوية. (شعر)
- النخوات الحقية.
- الأجوبة السيهاتية في المسائل النوريدية.
- الدرة الفريدة في النظم المفيدة. (شعر)
- المحاضرات الرمضانية.
- الدرة الحسناء في نظم حديث الكساء. (شعر) -مخطوط-
- الدرة البيضاء في التوحيد.(شعر)

## وفاته
توفي في يوم السبت 26 رمضان 1423هـ ، تعرض لأزمة صحية حادة نقل على إثرها لمستشفى القطيف المركزي.